# KK Kaštela
O Košarkaški klub Kaštela (português: Kaštela Basquetebol Clube), por razões de patrocinadores também é conhecido por Ribola Kaštela é um clube profissional de basquetebol sediado na cidade de Kaštela, Condado de Split-Dalmácia, Croácia que atualmente disputa a Liga Croata. Foi fundado em 2001 e manda seus jogos na Školska sportska dvorana Kaštel Sućurac.